# Crows

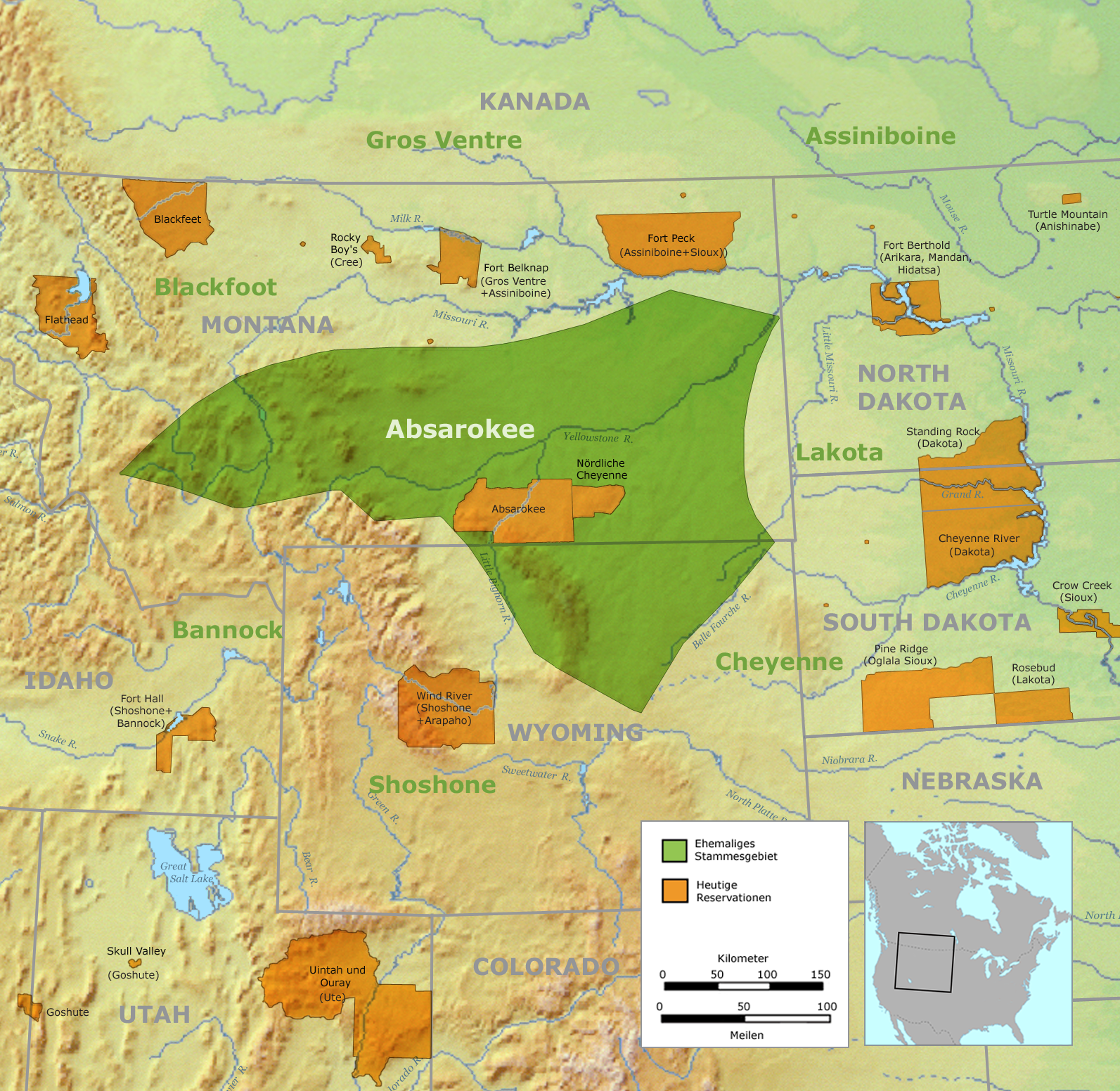
Territori crow abans de l'arribada dels europeus

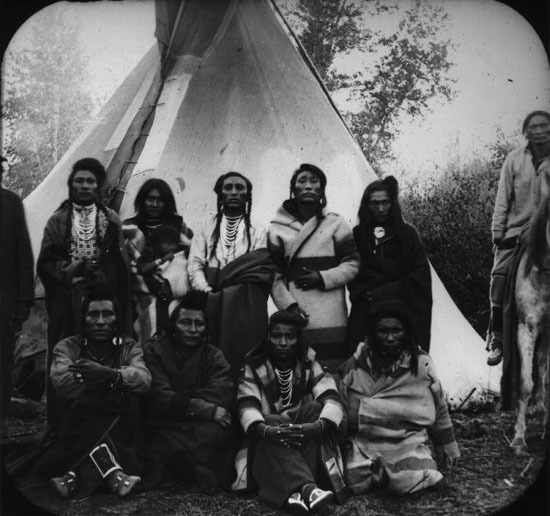
Indis crow

Els crow són una tribu índia de parla sioux, el nom de la qual era Apsaalooke o "fills de l'ocell de bec llarg", anomenats pels francesos krahen i kroison, d'ací crow o corbs. Actualment viuen a la reserva índia Crow.

## Subdivisions històriques
Els apsaalooke de començaments del segle xix es dividien en tres grups independents, que es reunien únicament per a la defensa en comú:
- Ashalaho (‘Motes Cases', avui Crow de la Muntanya), Awaxaawaxammilaxpáake (‘gent de la muntanya’) o Ashkúale (‘el camp del centre’). Els Ashalaho o Crow de la Muntanya, el grup crow més gran es va escindir dels Awatixa Hidatsa i foren els primers a marxar a l'oest. (McCleary 1997: 2-3)., (Bowers 1992: 21) El seu líder No Intestines va tenir una visió i va dirigir la seva banda en una llarga emigració a la recerca del tabac sagrat, i s'assentaren definitivament al sud-est de Montana. Vivien a les Muntanyes Rocoses i als turons de l'actual frontera entre Wyoming i Montana al llarg de l'alt riu Yellowstone, al Big Horn i Absaroka Range (Muntanyes Absalaga) amb les Black Hills que comprenen el límit oriental del seu territori.
- Binnéessiippeele (‘Aquells que viuen entre els marges del riu’), avui anomenats Crows del Riu o Ashshipíte (‘Tendes Negres') Els Binnéessiippeele, o Crow del Riu segons la tradició es van escindir dels hidatsa a causa d'una disputa per l'estómac d'un bisó. Com a resultat, els hidatses anomenaren als crows Gixáa-iccá—"Els que reclamaren la tripa".[3][4] Vivien al llarg dels rius Yellowstone i Musselshell al sud del riu Missouri i a les valls dels rius Big Horn, Powder i Wind, (històricament conegut com el País del Riu Powder), a vegades viatjaven al nord cap al riu Milk.
- Eelalapito (Cossejats en els ventres) o Ammitaalasshé (‘Llar lluny del centre’, és a dir, lluny dels Ashkúale - Crow de la Muntanya).[5][6] Reclamaven l'àrea coneguda com a conca del Bighorn, de les Muntanyes Bighorn a l'est d'Absaroka Range, i al sud fins al riu Wind al nord de Wyoming. A vegades s'assentaren a les Muntanyes Owl Creek, muntanyes Bridger i al llarg del riu Sweetwater al sud.[7]

La tradició oral dels Apsaalooke esmena un quart grup, els Bilapiluutche (‘el castor seca la seva pell'), que es creu que es van unir als kiowes en la segona meitat del segle xviii.

## Demografia
Cap al 1740 els francesos els calcularen en uns 4.000 individus. Segons el cens del 1960 hi havia 3.565 crow a la reserva de Montana, i havien augmentat a 5.000 el 1970. Pel 1980 eren uns 7.000, dels quals 5.500 encara parlaven la llengua pròpia. El 1990 eren uns 9.000 individus, dels quals 8.000 vivien a la Reserva i uns 1.000 a Harden i Bilings. Segons dades de la BIA del 1995, a la Reserva Crow de Montana hi havia 7.153 habitants, 9.263 apuntats al rol tribal. Segons el cens dels EUA del 2000, hi havia 9.117 crows, 574 barrejats amb una altra tribu, 2.812 crows barrejats amb altres races i 891 crow i altres tribus barrejats amb altres races. En total, 13.394 individus.

## Costums
Eren tradicionalment enemics dels sioux, blackfoot, arapaho, pawnee, omaha i xeiene. Duien una vida nòmada, caçaven bisó, vivien en tipis, practicaven la Dansa del Sol i llur cultura era similar a la de les altres tribus de les planures. Eren alts i duien els cabells llargs, bons guerrers i amb fama d'elegants. La seva vida tradicional girava al voltant del bisó i del cavall; del primer ho aprofitaven tot: de la pell en feien vestits, tendes, bosses, etc. Per tal de caçar-lo usaven el sistema surround, el mataven amb arcs i fletxes de banya de dant i cordes de tendó. La carn era assecada i emmagatzemada en bosses de cuir. La roba era de pell de cérvol, dant o de búfal: els homes duien camisa, polaines, mocassins, una mena de malles amb cinturó, i lligadura de plomes d'àliga; les dones, amb els cabells recollits en dues trenes, duien vestit llarg, polaines i mocassins.
Es dividien en bandes, cadascuna amb un cap hereditari. Eren força importants els clubs militars masculins, que actuaven també de policia en la cacera, en la Dansa del Sol i en els trasllats de la tribu. Es dividien en 13 clans matriarcals, units en sis fratries sense nom, cadascun amb un guerrer que feia de cap, i entre els quals hi havia una estricta lleialtat i descendència matrilinial.
Les dones feien el menjar, la roba i la casa mentre els marits caçaven. El cabdill o bacheeitche "bon home" era el líder guerrer que havia pres el cavall a l'enemic, colpejat l'enemic amb un bastó o l'hi havia pres la llança. Llur sistema de parentiu era d'estil crow. Els parents paterns eren tractats amb respecte i venerats, però amb abstinències especials, incloses el tabú de conversar amb la sogra. Els germans i germanes eren separats i se'ls prohibia de parlar i tenir contacte físic. Tanmateix, un home podia ser parent en potència de les seves esposes, que podien ser germanes dins del clan. Això, amb els acudits sobre parents, ridiculitzava la societat crow. La guerra estava pensada per aconseguir cavalls, i la Dansa del Sol fou arranjada per reclamar venjança. Els graus de valor eren:
- Ferir amb llança l'enemic
- Colpejar l'enemic amb un bastó
- Prendre un cavall del camp enemic
- Anar a una batalla sense perdre la vida

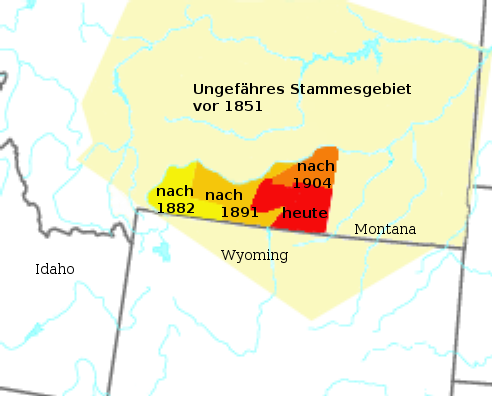
Mapa del territori crow

## Creences
La seva religió era bàsica. Creien en visions sobrenaturals, provocades per insolacions i turmentant-se tot travessant-se el pit amb broquetes, en les que havien de buscar una mena de guardià sobrenatural. El que tenia una visió l'adoptava com a guàrdia sobrenatural i l'incloia entre els objectes-medicina, generalment associats al tabac, al bisó, a la Dansa del Sol i a les fletxes de medicina. També celebraven les cerimònies pel conreu del tabac, ja que creien que se'ls havia donat per poder vèncer els enemics, i tenien una Societat del Tabac, tant per homes com per llurs esposes, i els membres havien de passar un ritual d'iniciació. També celebraven la Trobada dels No Vitals per rememorar la separació dels hidatsa.

## Història
Són descendents d'una escissió dels hidatsa awatixa, que cap al 1700 marxaren vers l'actual territori crow. Cap al 1100 vivien a Riu Knife (Dakota del Nord) i cap al 1600 ja s'havien establit a Glendave (Montana), on el 1680 aconseguiren cavalls, i el 1700 s'establiren definitivament al territori del Yellowstone.
Mantingueren un comerç força important amb els hidatsa: els venien cavalls, pells i roba a canvi de fusells, municions, moresc, destrals i cafeteres. Des del 1740 van fer de mitjancers en el comerç d'arcs, cavalls i armes de foc amb els xoixons d'Idaho. I cap al 1750 prengueren el nom d'Absaroka.
Cap al 1806 foren visitats per Lewis i Clark, i el 1805 el francès Antoine Larocque fou testimoni de l'arribada de 645 guerrers crow al campament hidatsa per comerciar. El 1807 foren contactats pel diplomàtic espanyol Manuel de Lisa, i el 1825 pel comerciant nord-americà James Beckworth, qui aconseguí que del 1821 al 1851 obrissin Fort Raymond al comerç. Segons Larocque, la verola els reduí de 16.000 a 2.400 individus. El seu principal cap aleshores, Eelapuash o Sore Belly, morí lluitant amb els blackfoot.
Cap al 1851 els seus caps Deer Bull i Big Robber subscrigueren un conveni amb els EUA que els va deixar un territori de 30 milions d'acres i els va prometre 50.000 $ anyals durant 50 anys, augmentats a 64.000 $ el 1861. Big Robber en fou reconegut portaveu fins a la seva mort el 1858. Així, el 1868 els caps Sits-in-the-Middle-of-the-Land, Long Horse i White Calf cediren al territori de Montana la vall del Bighorn i acceptaren una reserva de 2.282.764 acres al seu territori tradicional. Però el mateix any es descobrí or a Montana. Malgrat que els intentaren prendre encara més terres, no s'uniren a la revolta lakota de Bou Assegut i Cavall Boig. Fins i tot, els caps Iron Bull, Plenty Coups i Two Belly serviren com a exploradors en l'exèrcit nord-americà, raó per la qual els sioux els consideraren com a traïdors.
El 1880 els caps Old Crow, Doctor Crow, Two Belly, Tall Deer, Aleek-chea ahoosh o Plenty Coups (mort el 1932) i Pretty Eagle visitaren Washington i iniciaren les inacabables cessions de terra nadiua. El 1882 cediren 1,5 milions d'acres a canvi de 25.000 $; el 1892 en cedirien 1,8 milions d'acres més a canvi d'1,03 $ l'acre, i el 1904 la reserva crow assoliria la seva configuració actual.
Des del 1883 començaren a conrear patates, i el 1887 reberen una missió jesuita. Iron Bull es convertí al catolicisme, cosa que provocaria que el dissident Sword Bearer, qui afirmava tenir poders sobrenaturals, promogués la Sundance. Sword Bearer morí quan la policia índia anà a arrestar-lo i la Sundance fou prohibida el 1890. També es promourien d'altres cultes, ja que el 1891 s'hi establiria una missió protestant dirigida per James Burgess, i cap al 1941 hi predicaren la Native American Church per tal de cercar adeptes.
Plenty Coups (mort el 1932), últim dels caps tradicionals crow, fou convidat a Arlington el 1921 per a representar els indis en la cerimònia d'inauguració de la Tomba del soldat desconegut. Robert Yellowtail (1890-1988) fou des del 1934 contacte oficial a la reserva de la BIA pels afers crow. I el 1941 William Big Day intentà reorganitzar la Sundance a la reserva, tot i que tingué pocs adeptes.
El 1960 reberen 10.242.000 $ en concepte de compensació per terres expropiades indegudament, ja que llogaren 125.000 hectàrees per a l'explotació de mines (aleshores la majoria de famílies crow rebien un suplement d'ingrés de 2.000 $). El 5 de març del 1973 cancel·laren els permisos d'explotació minaire com els xeiene, i aconseguiren que el govern aprovés el 1977 la moratòria d'explotació al riu Yellowstone.
El 1980 es descobrí petroli a la reserva i els companyies explotadores els pagaren per raó de 2 $ per barril, quan l'OPEP en paga 40 $. Alguns membres destacats de la nació són Edison Real Bird, qui des del 1980 presideix els programes socials per a la Reserva, així com Bill Yellowtail, senador crow al parlament de l'Estat de Montana.

## Caps de la Nació Crow
Càrrec creat el 1920, reconegut per la BIA i en ordre invers des d'aleshores:
2002-2008 Carl Venne
2000-2002 Clifford Birdinground
1990-2000 Clara Nomee
1986-1990 Richard Real Bird Richard Real Bird Administration
1982-1986 Donald Stewart 
1977-1982 Forest Horn 
1974-1977 Patrick Stands Over Bull 
1972-1974 David Stewart 
1966-1972 Edison Real Bird Edison Real Bird Administration
1964-1966 John Wilson 
1960-1964 John Cummings 
1956-1960 Edward "Posie" Whiteman 
1954-1956 William Wall 
1946-1954 Robert Yellowtail
1941-1946 Henry Pretty On Top 
1938-1941 Charles Yarlott 
1934-1938 Hartford Bear Claw 
1927-1934 William Bends 
1921-1927 James Carpenter 
1920-1921 Ralph Saco (Gets Down Often)

## Llista de personatges cèlebres
- Cap Blackfoot
- Brooke Medicine Eagle
- Curly
- Gregory Frazier
- Plenty Coups
- Pretty Eagle